# Nowy Targ
Nowy Targ és un poble al sud-est de Polònia, el 2006 comptava amb una àrea urbana d'aproximadament 33.460 habitants. És la capital d'una powiat (Powiat Nowotarski) separada dintre del voivodat de Petita Polònia. Per Nowy Targ hi passa el riu Dunajec.

## Cultura i lleure

### Cinema
- Cinema "Tatry"
- Cinema Kabina

### Museu
- Museu of Podhale (Muzeum Podhalańskie PTTK)

## Educació
- Podhalańska Państwowa Wyższa Szkoła Zawodowa[Enllaç no actiu]

## Esport
- Podhale Nowy Targ
- Szarotka Nowy Targ

## Ciutats agermanades
- Radevormwald - Alemanya
- Kežmarok - Eslovàquia
- Évry (Essonne)
- Roverbella - Itàlia